# Altron (empresa de videojocs)
Altron és una empresa desenvolupadora i publicadora de videojocs. Va crear i publicar videojocs de Nintendo 64, PlayStation, Sega Saturn, Super Nintendo, Sega Mega Drive, Nintendo Entertainment System, Nintendo DS, Game Boy i Game Boy Color, com també per PC.

## Videojocs

### Nintendo 64
- 64 Hanafuda: Tenshi no Yakusoku

### PlayStation
- Checkmate
- Checkmate 2
- Mighty Hits Special
- Puzznic
- Robo Pit
- Robo Pit 2
- Those Who Hunt Elves
- Those Who Hunt Elves II
- Those Who Hunt Elves: Hanafuda
- Waku Waku Monster

### Sega Saturn
- Jung Rhythym
- Robo Pit
- Sorvice
- Those Who Hunt Elves
- Those Who Hunt Elves II
- Those Who Hunt Elves: Hanafuda
- Waku Waku Monster

### Super Nintendo
- Home Alone
- Pink Panther Goes to Hollywood

### Sega Mega Drive
- Pink Panther Goes to Hollywood
- Tom & Jerry: Frantic Antics

### Nintendo Entertainment System
- The Untouchables

### Nintendo DS
- Alex Rider: Stormbreaker
- Finding Nemo: Escape to the Big Blue
- Tak: The Great Juju Challenge

### Game Boy Color
- Elevator Action EX
- Little Magic

### Game Boy
- Checkmate
- The New Chessmaster
- Tom & Jerry: Frantic Antics

### Ordinador
- Bob the Builder: Can We Fix It?

### Gameboy Advance
- Danny Phantom: The Ultimate Enemy
- Danny Phantom: Urban Jungle
- Nicktoons: Freeze Frame Frenzy